# Сосно (озеро, Городокский район)
Со́сно (бел. Со́сна) — озеро в Городокском районе Витебской области в бассейне реки Ловать (протекает через озеро).
Название озера Сосно связано с финским sose, soseen «болото, грязь».
Водоём находится в 37 км к северо-востоку от города Городок. Около озера расположены агрогородок Межа и деревня Долганы.
Площадь поверхности озера составляет 1,02 км², длина — 1,54 км, наибольшая ширина — 1,02 км. Длина береговой линии — 4,05 км. Максимальная глубина — 5,1 м, средняя — 3,4 м. Объём воды в озере — 3,5 млн м³. Площадь водосбора — 260 км².
Котловина озера термокарстового типа, овальной формы, вытянутая с юго-запада на северо-восток. Береговая линия слабоизвилистая. Склоны котловины высотой от 2 до 5 м (местами до 7 м), песчаные и супесчаные, покрытые кустарником, на юго-востоке распаханные. Берега низкие (0,1—0,2 м), песчаные, поросшие водно-болотной растительностью и кустарником. Дно озера до глубины 1—2 м песчаное, глубже покрыто опесчаненным илом и кремнезёмистым сапропелем.
Минерализация воды составляет 150 мг/л, прозрачность — 1,3 м, цветность — 110—150°. Озеро проточное, однако эвтрофное. Через озеро протекает река Ловать, соединяющая Сосно с озёрами Межа и Чернясто (Черняста).
Прибрежная растительность образует прерывистую полосу около 8 метров и до глубин 0,7 м. До глубины 1,7 м растут рдесты.
В озере обитают щука, лещ, окунь, язь, плотва, краснопёрка и другие виды рыб.